# Ionela Târlea
Ionela Târlea (poročena Târlea-Manolache), romunska atletinja, * 14. januar 1964, Craiova, Romunija.
Nastopila je na poletnih olimpijskih igrah v letih 1996, 2000, 2004 in 2008, leta 2004 je osvojila srebrno medaljo v teku na 400 m z ovirami, ob tem je v isti disciplini dosegla še šesto in sedmo mesto ter šesto mesto v štafeti 4x400 m. Na svetovnih dvoranskih prvenstvih je osvojila naslov prvakinje v teku na 200 m leta 1999 in bronasto medaljo v štafeti 4x400 m leta 2004, na evropskih prvenstvih zaporedna naslova prvakinje v teku na 400 m z ovirami v letih 1998 in 2002, na evropskih dvoranskih prvenstvih pa srebrno medaljo v teku na 400 m leta 1998.